# Cercopoidea
Cercopoidea é uma superfamília de insetos hemípteros pertencentes à ordem Auchenorrhyncha.

## Sistemática
- Ordem Hemiptera
  - Subordem Auchenorryncha
    - Infraordem Cicadomorpha
      - Superfamília Cercopoidea
        - Família Aphrophoridae
        - Família Cercopidae
        - Família Clastopteridae
        - Família Epipygidae
        - Família Machaerotidae